# Автошлях E46

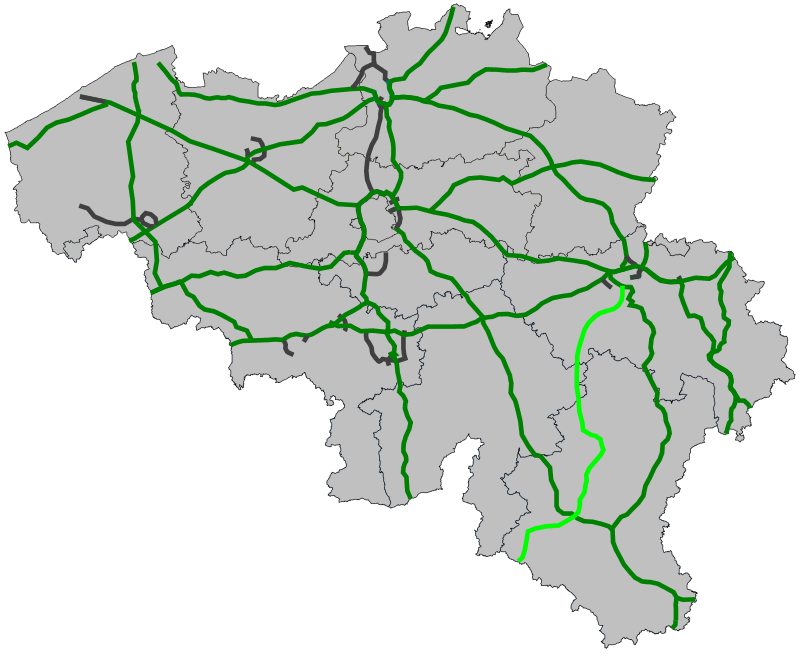
Схема маршруту Е46 в Бельгії

Європейський маршрут Е46 — європейський автомобільний маршрут категорії А, що з'єднує міста Шербур-Октевіль (Франція) і Льєж (Бельгія). Довжина маршруту — 753 км.

## Міста, через які проходить маршрут
Маршрут Е46 проходить через дві європейські країни:
- : Шербур-Октевіль -  Кан - Руан - Реймс - Шарлевіль-Мезьєр -
- :  Марш - Льєж

Е46 перетинається з маршрутами
|  | - E03 - E401 - E402 - E50 |  | - E17 - E420 - E44 - E25 |  | - E40 - E42 - E313 |

## Фотографії

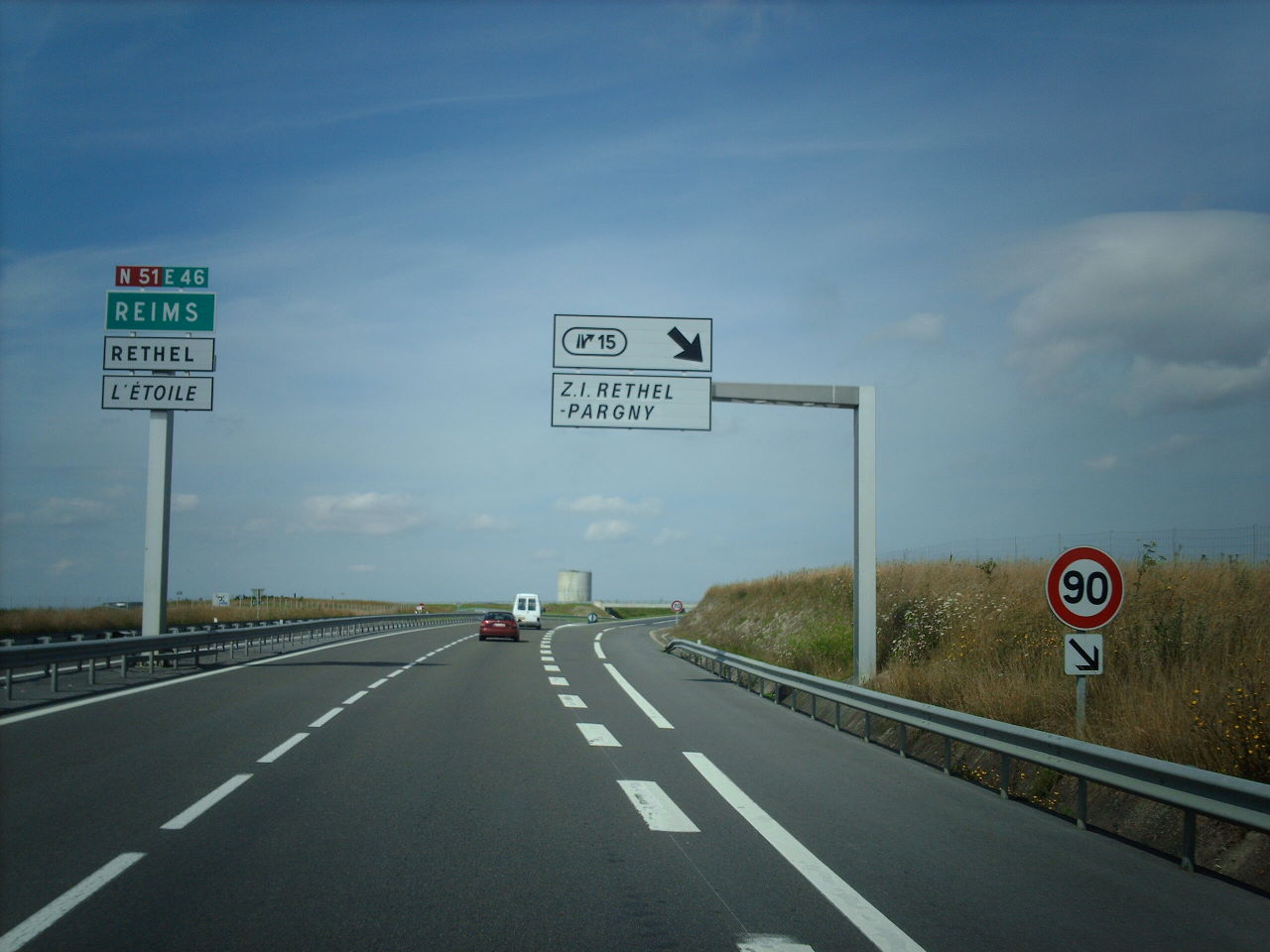
Е46 близько Ретель
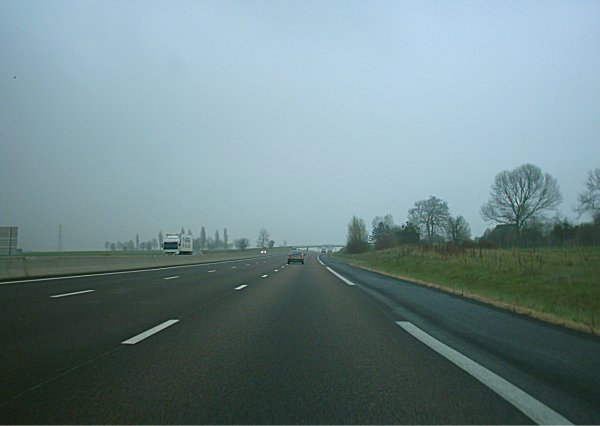
Е46 близько Бурж-Ашар
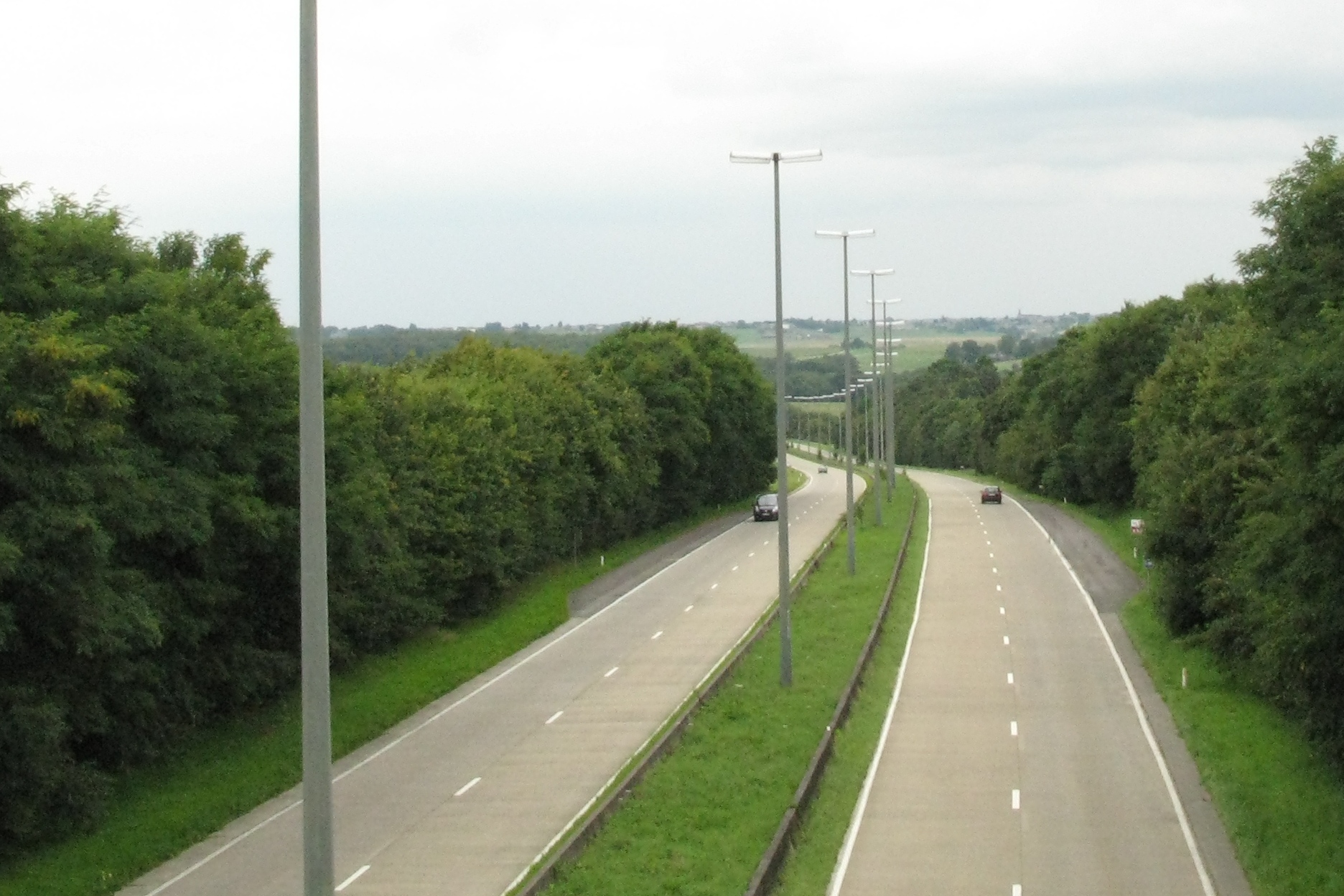
Е46 між Маршем і Льєжем, Бельгія

## Див. Також
- Список європейських автомобільних маршрутів
- Автомагістралі Франції